# Карасу (Туркестанская область)
Карасу (каз. Қарасу, до 1993 г. — Черноводск) — село в Сайрамском районе Туркестанской области Казахстана. Административный центр Карасуского сельского округа. Находится примерно в 2 км к юго-западу от села Аксукент — районного центра, на левом берегу канала Теспе. Код КАТО — 515257100.

## История
Переселенческое село Черная Речка основано в 1891 г.

## Население
В 1999 году население села составляло 7432 человека (3651 мужчина и 3781 женщина). По данным переписи 2009 года, в селе проживали 10 294 человека (5070 мужчин и 5224 женщины).

## Инфраструктура
С 1958 по 1997 годы в селе функционировал ветеринарный центр, на основе которого после расформирования были основаны индивидуальные предприятия.

## Уроженцы
С. В. Головко — участник Великой Отечественной войны, повторивший подвиг А. Матросова.